# Magdalena M. Moeller
Magdalena Maria Moeller (* 1952) ist eine deutsche Kunsthistorikerin. Von 1988 bis 2017 war sie Direktorin des Brücke-Museums Berlin.

## Leben und Wirken
Magdalena Moeller studierte Kunstgeschichte, Klassische Archäologie und ostasiatische Kunstgeschichte an den Universitäten Köln und Bonn. Sie wurde 1981 in Bonn bei Eduard Trier mit einer Arbeit zum Thema „Sonderbund Westdeutscher Kunstfreunde und Künstler“ promoviert, für ihre Dissertation erhielt sie 1982 das Paul-Clemen-Stipendium. Sie arbeitete in Zürich, bei der Staatsgalerie Stuttgart und dem Sprengel-Museum Hannover, bevor sie 1988 als Nachfolgerin von Leopold Reidemeister und Eberhard Roters zur Direktorin des Brücke-Museums in Berlin, das sich dem expressionistischen Werk der 1905 gegründeten Künstlergruppe Brücke widmet, berufen wurde. Ende September 2017 ging Moeller in den Ruhestand; ihre Nachfolge im Brücke-Museum trat am 1. Oktober 2017 die Kunsthistorikerin Lisa Marei Schmidt an.

## Wirken
An dem von dem Fabrikanten und Kunstsammler Bernhard Sprengel gestifteten und 1979 eröffneten Sprengel Museum Hannover hat Moeller neben Ausstellungen zur zeitgenössischen Kunst großangelegte Ausstellungen zur Klassischen Moderne realisiert wie unter anderem 1983 die erste Futurismus-Ausstellung in Deutschland Boccioni und Mailand, 1986 Picasso im Sprengel Museum Hannover mit über 160 000 Besuchern und 1987 die abstrakten hannover.
Ihr Hauptwirken lag jedoch in der Leitung des Brücke-Museums. Das auf umfangreiche Schenkungen von Karl Schmidt-Rottluff und Erich Heckel beruhende, 1967 eröffnete Museum gilt heute wie von Reidemeister konzipiert als das „Zentrum der kunsthistorischen Spezialforschung auf diesem Gebiet des deutschen Expressionismus“. Moeller setzte die Arbeit von Reidemeister konsequent fort. Mit weit über 400 erworbenen Kunstwerken wurde die Sammlung komplettiert, so dass das Schaffen der Brücke nunmehr vollständig dokumentiert werden kann. Insbesondere das Werk von Ernst Ludwig Kirchner stand im Mittelpunkt der Erwerbungen. Herausragend ist hier das 1910 entstandene Gemälde Artistin – Marcella, das Moeller 1995 angekauft hat. In über 100 Ausstellungs- und Bestandskatalogen wurde das Schaffen der Brücke wissenschaftlich aufgearbeitet. Mit Ausstellungen wie Franz Marc – Aquarelle, Der frühe Kandinsky, Der Blaue Reiter oder August Macke und die Rheinischen Expressionisten wurden auch zeitparallele Künstler vorgestellt. Neben den Ausstellungen im eigenen Haus organisierte Moeller zahlreiche Brücke-Ausstellungen, vor allem im Ausland, unter anderem in Japan, Finnland, Rom, Brüssel, Luxemburg, Madrid, Wien, London, Grenoble, Bergen, Venedig, Mailand und Genua sowie Ausstellungskooperationen mit internationalen Museen in Montreal, Los Angeles, New York, Paris, Oslo, Barcelona, Verona oder Zürich.
Moeller war überdies Kuratoriumsmitglied der Karl und Emy Schmidt-Rottluff Stiftung, Vorstandsmitglied der Karl Schmidt-Rottluff Förderungsstiftung und zeitweilig Kuratoriumsmitglied der Stiftung Kunstforum der Berliner Volksbank.
Für ihre engagierte Vervollständigung der Sammlung des Brücke-Museums auf hohem und höchstem Qualitätsniveau und für ihre ausgedehnte Ausstellungstätigkeit, wodurch der deutsche Expressionismus auch international stark an Renommee gewonnen hat, wurde Moeller 2015 das Bundesverdienstkreuz verliehen. Der damalige Staatssekretär für Kulturelle Angelegenheiten, Tim Renner, formulierte dazu in seiner Presseerklärung: „Es ist das bleibende Verdienst von Frau Moeller, das Brücke-Museum durch ihr großartiges Engagement zu seiner heutigen Bedeutung und internationalen Ausstrahlung entwickelt zu haben (...) Ihre systematische  wissenschaftliche Bearbeitung, Erschließung und Dokumentation der Sammlung und ihre regen Publikationsaktivitäten haben dieser Berliner Einrichtung seinen internationalen Ruf und die hohe Anerkennung als wichtige Forschungsstelle zur Kunst des 20. Jahrhunderts verschafft“.

## Veröffentlichungen (Auswahl)
- Der Sonderbund. Seine Voraussetzungen und Anfänge in Düsseldorf. Rheinland-Verlag, Köln 1984, ISBN 3-7927-0798-5 (Dissertation).
- Der Blaue Reiter. DuMont, Köln 1987, ISBN 3-7701-2128-7.
- August Macke. DuMont, Köln 1988, ISBN 3-7701-2209-7.
- Franz Marc. Aquarelle. Hatje, Stuttgart 1989, ISBN 3-7757-0278-4.
- Ernst Ludwig Kirchner: Die Straßenszenen : 1913–1915. Hirmer, München  1993, ISBN 3-7774-6190-3.
- Die großen Expressionisten. Meisterwerke und Künstlerleben. DuMont, Köln 2001, ISBN 3-7701-5348-0.
- Künstlergruppe Brücke. Prestel, München 2005, ISBN 3-7913-3306-2.
- Karl Schmidt-Rottluff. Eine Monographie. Hirmer, München 2010, ISBN 978-3-7774-3021-8.
- Zeitenende - Zeitenwende. Expressionistische Lyrik und die Künstler der Brücke. Kehrer, Heidelberg 2014, ISBN 978-3-86828-572-7.
- Max Pechstein. Pionier der Moderne. Hirmer, München 2015, ISBN 978-3-7774-2546-7.
- Emil Nolde. Der Maler. Hirmer, München 2016, ISBN 978-3-7774-2676-1.
- Brücke-Highlights. 50 Jahre Brücke-Museum Berlin. Hirmer, München 2017, ISBN 978-3-7774-2916-8.

Herausgeber (Auswahl)
- Franz M. Jansen. Von damals bis heute. Lebenserinnerungen. Rheinland-Verlag, Köln 1981, ISBN 3-7927-0565-6.
- Der frühe Kandinsky. Hirmer, München 1994, ISBN 3-7774-6480-5.
- Max Pechstein. Sein malerisches Werk. Hirmer, München 1996, ISBN 3-7774-7070-8.
- Ernst Ludwig Kirchner  Gemälde, Aquarelle, Zeichnungen und Druckgraphik . Eine Ausstellung zum 60. Todestag. Hirmer, München 1998, ISBN 3-7774-7970-5.
- Der Blaue Reiter und seine Künstler. Hirmer, München 1998, ISBN 3-7774-7960-8.
- Ernst Ludwig Kirchner  Neuerwerbungen seit 1988. DuMont, Köln 2001, ISBN 3-7701-5915-2.
- Unmittelbar und unverfälscht. Aquarelle, Zeichnungen und Druckgraphik der Brücke. Hirmer, München 2004, ISBN 3-7774-9940-4.
- Kirchner in Berlin. Hirmer, München 2008, ISBN 978-3-7774-4485-7.
- Erich Heckel. Aufbruch und Tradition. Eine Retrospektive. Hirmer, München 2010, ISBN 978-3-7774-2191-9.
- Kirchner.Peter Schlemihls wundersame Geschichte. Prestel, München 2014, ISBN 978-3-7913-5375-3.
- Weltenbruch.Die Künstler der Brücke im Ersten Weltkrieg. Prestel, München 2014, ISBN 978-3-7913-5376-0.
- Max Kaus. Erich Heckel. Eine Künstlerfreundschaft. Hirmer, München 2015, ISBN 978-3-7774-2474-3.
- Exotische Welten. Kakteen und außereuropäische Blütenpflanzen im Werk von Nolde und Schmidt-Rottluff. Hirmer, München 2016, ISBN 978-3-7774-2672-3.
- Das Werk Ernst Ludwig Kirchners von Will Grohmann. Faksimile und wissenschaftlicher Begleitband, Hirmer, München 2017, ISBN 978-3-7774-2677-8.
- 50 Jahre Brücke-Museum Berlin. Jubiläumsband. Hirmer, München 2017, ISBN 978-3-7774-2919-9.
- Marcella tigert durch Berlin. Klinkhardt und Biermann, München 2017, ISBN 978-3-943616-43-9.
- Leopold Reidemeister. Ein deutscher Museumsmann. Hirmer, München 2017, ISBN 978-3-7774-2914-4.